# Проїзд Челюскінців (Мелітополь)
Проїзд Челюскінців (в інших джерелах — 1-й провулок Челюскінців) — проїзд в Мелітополі на Червоній Гірці, що поєдную вулицю Челюскінців з провулком Челюскінців.

## Назва
Провулок названий на честь челюскінців — учасників наукової експедиції на чолі з академіком О. Ю. Шмідтом, які в 1933—1934 роках здійснювали плавання в Північному Льодовитому океані на радянському пароплаві «Челюскін».

## Історія
Перша відома згадка проїзда датується 12 січня 1962 року.